# Reli Estonija
Reli Estonija je reli koji se lokalno svake godine organizira u Estoniji. To je najveći i najpoznatiji moto događaj u zemlji, a vozi se glatkim makadamskim cestama na jugu zemlje, od kojih su neke i napravljene posebno za reli. Grad Tartu domaćin je svečanog starta i cilja, sa sjedištem skupa i servisnim parkom koji se obično nalazi u sportskom centru Tehvandi u Otepää. Od 2014. do 2016. godine, Reli Estonija bio je dio FIA Europskog prvenstva. Status službenog promotivnog relija WRC-a dobili su 2019. godine da bi 2020. godine bili uvršteni kao redoviti organizator svjetskog prvenstva.

### Pobjednici po godinama
| Godina | Vozač           | Automobil              |
| ------ | --------------- | ---------------------- |
| 2020.  | Ott Tänak       | Hyundai i20 Coupe WRC  |
| 2021.  | Kalle Rovanperä | Toyota Yaris WRC       |
| 2022.  | Kalle Rovanperä | Toyota GR Yaris Rally1 |
| 2023.  | Kalle Rovanperä | Toyota GR Yaris Rally1 |